# Barrazas
Barrazas är en ort i Mexiko.   Den ligger i kommunen Santiago Papasquiaro och delstaten Durango, i den centrala delen av landet, 900 km nordväst om huvudstaden Mexico City. Barrazas ligger 1 694 meter över havet och antalet invånare är 164.
Terrängen runt Barrazas är kuperad norrut, men söderut är den platt. Barrazas ligger nere i en dal. Runt Barrazas är det mycket glesbefolkat, med 6 invånare per kvadratkilometer. Närmaste större samhälle är Santiago Papasquiaro, 10,2 km söder om Barrazas. Omgivningarna runt Barrazas är i huvudsak ett öppet busklandskap.